# Militärtechnisches Institut Belgrad
Das Militärtechnische Institut Belgrad (serbisch-kyrillisch Vojnotehnički Institut Beograd; Abkürzung VTI) ist eine im ehemaligen Jugoslawien gegründete Behörde zur Entwicklung von Waffensystemen mit Sitz in Belgrad, Serbien, und wird vom Verteidigungsministerium gemanagt. Das VTI ist zuständig für die Forschung und Entwicklung von neuen Waffensystemen und militärischer Ausrüstung. Es hat Forschungs- und Prüfeinrichtungen für die Landstreitkräfte, Luftwaffe sowie die Donauflottille. Als Zertifizierungsinstitut besteht daneben das Militärtechnische Prüfzentrum TOC – Tehnički opitni centar.

## Geschichte

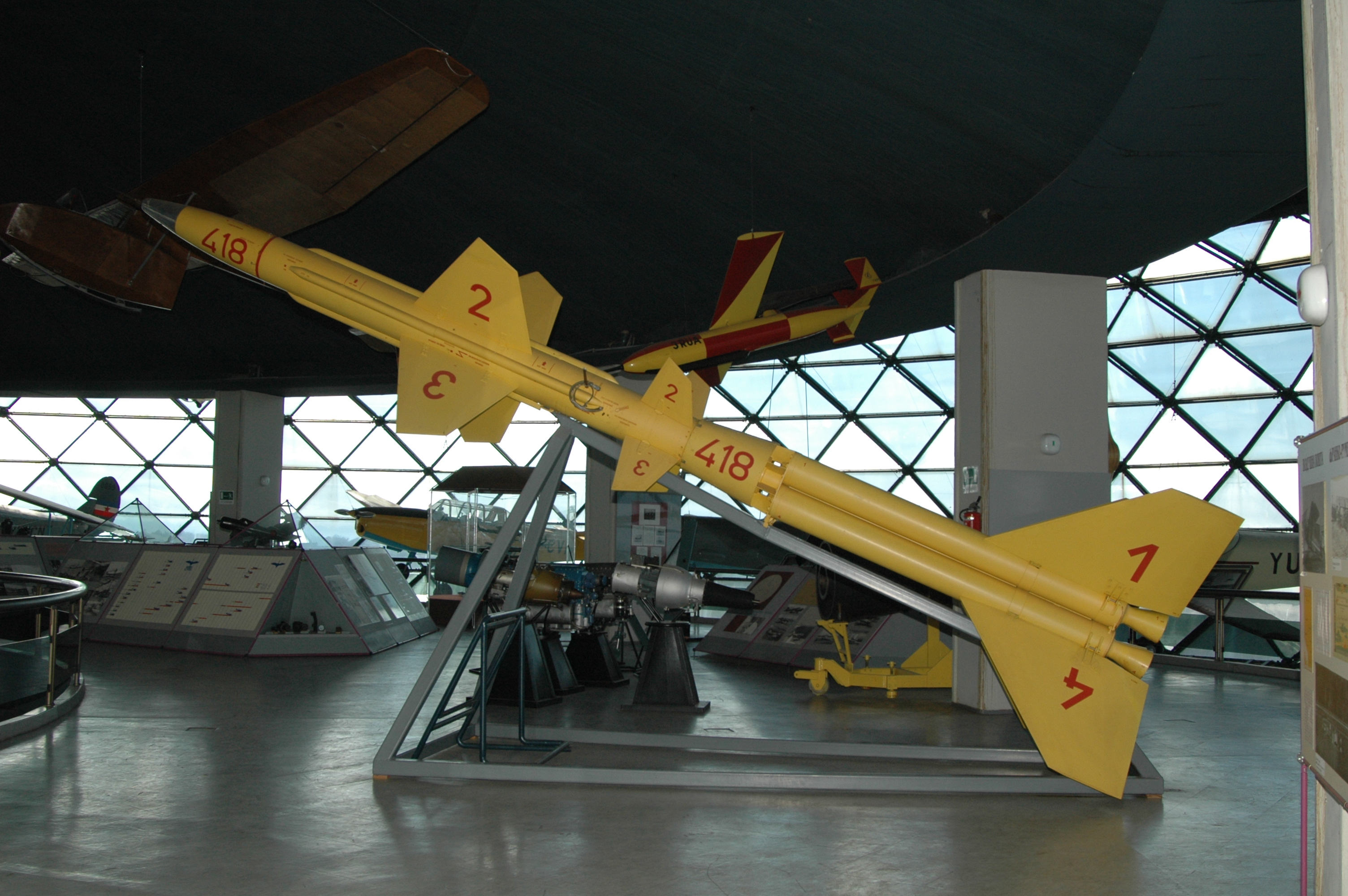
Die Boden-Luftrakete Vulkan war das erste Raketenprojekt, an dem Obrad Vučurović im VTI beteiligt war.

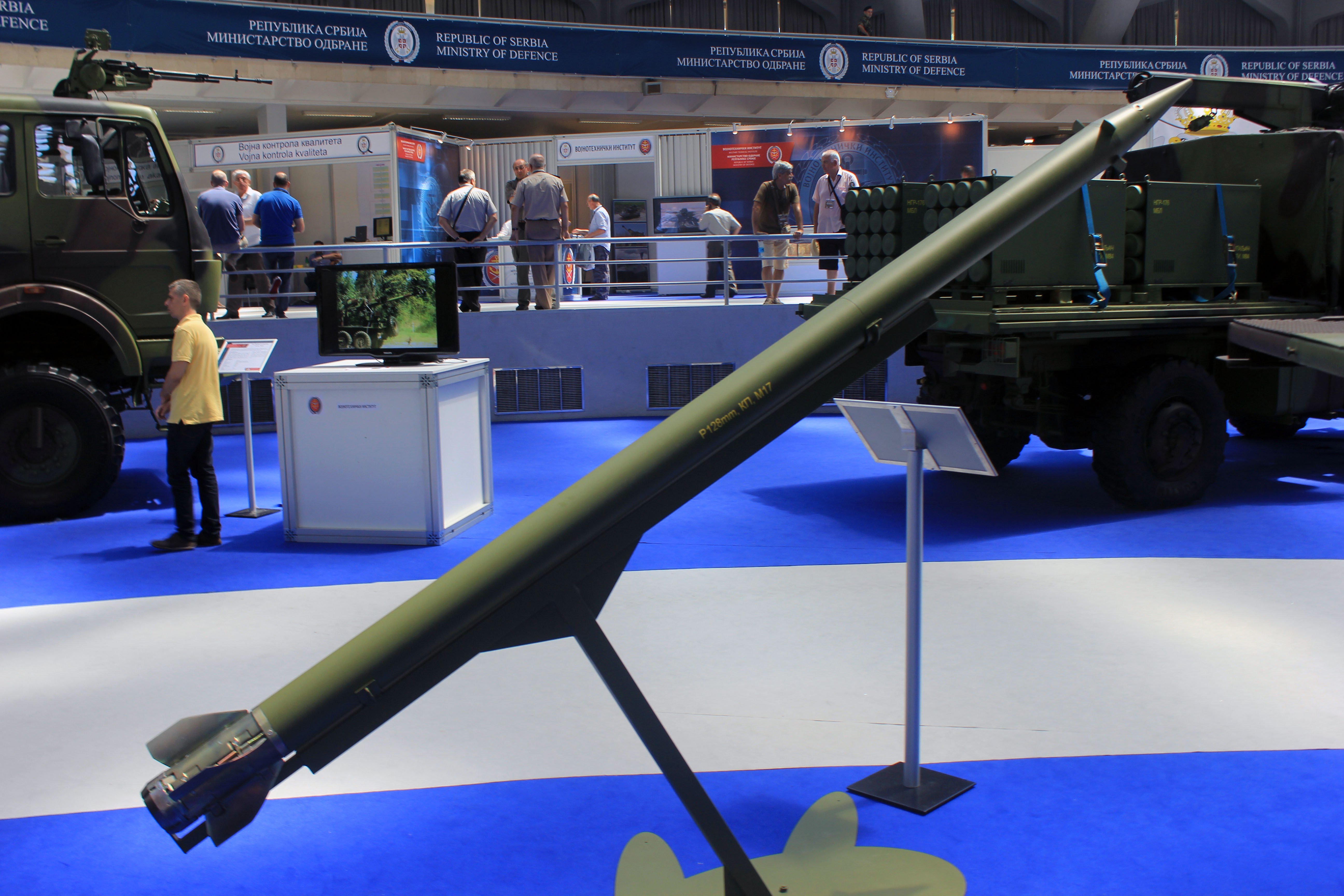
Die M77 war die erste eigenständige Rakete der jugoslawischen Landstreitkräfte. Zum sowjetischen Grad-System war sie technologisch fortschrittlicher.

Das Institut wurde 1948 gegründet. Es sollte nach dem Bruch mit der Sowjetunion die Waffenherstellung in Jugoslawien sichern. Anfänglich war es das militärtechnische Institut der Landstreitkräfte. 1973 erfolgte ein Zusammenschluss mit mehreren kleineren militärtechnischen Forschungs- und Entwicklungsinstituten.
1992 assimilierte es auch das aufgelöste Aeronautische Technische Institut Žarkovo und kleinere Teile des in Serbien und Montenegro befindlichen Nautischen Instituts in Zagreb. Das Institut änderte seit 1992 mehrmals seinen Namen.
Bedeutende Entwickler am VTI waren Obrad Vučurović (Raketenartillerie, Orkan M-87, Oganj M-77) und Anastas Paligorić (Rohartillerie, Nora B-52, Nora M-84).

## Aufstellung
Das Institut verfügt über 22 Laboratorien auf 86 ha Fläche sowie 177.000 m² überbauter Fläche, insbesondere in Bele Vode bei Žarkovo innerhalb des früheren Standortes des Luftfahrttechnischen Instituts.

## Projekte

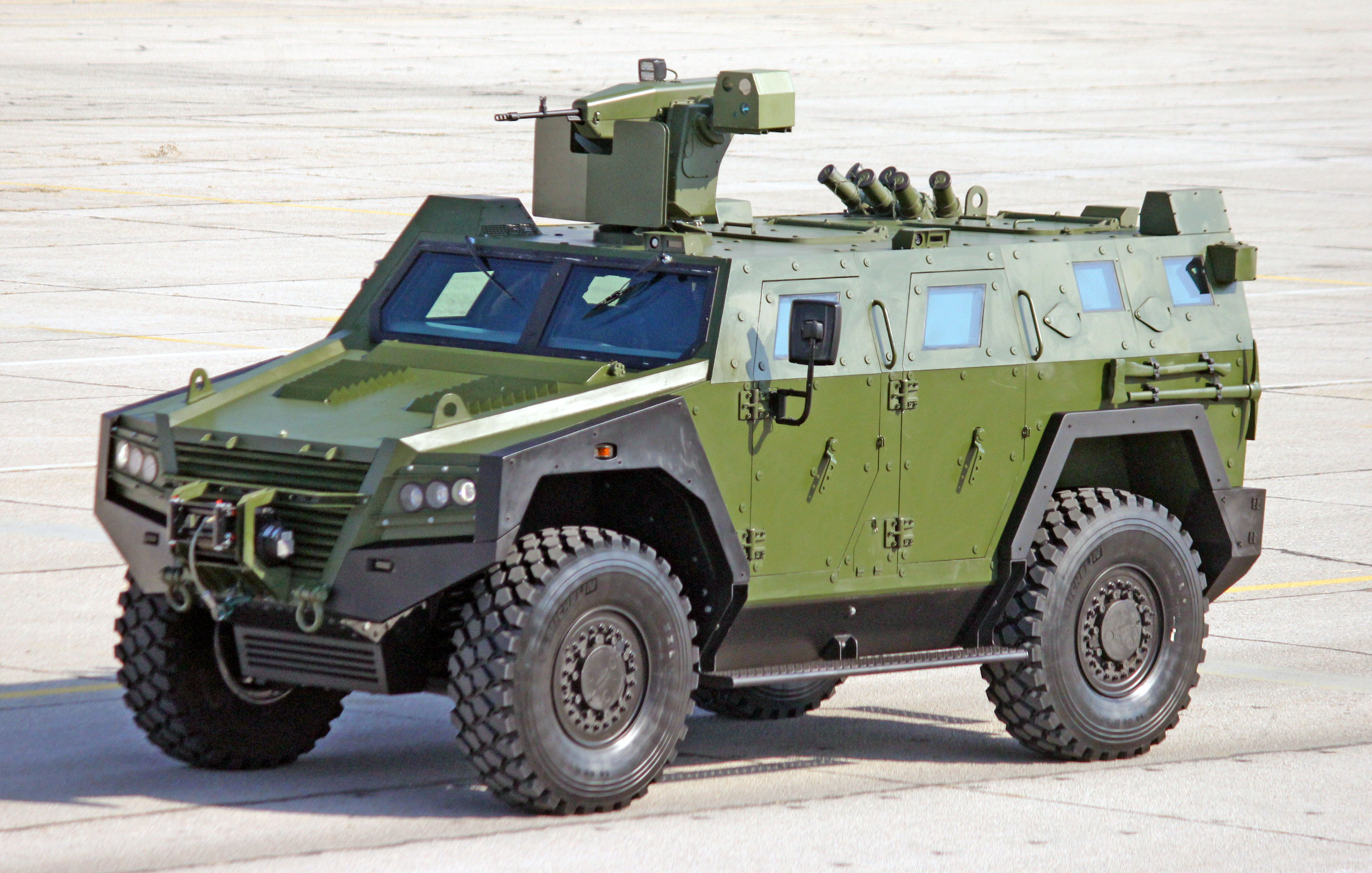
BOV M-16 Miloš

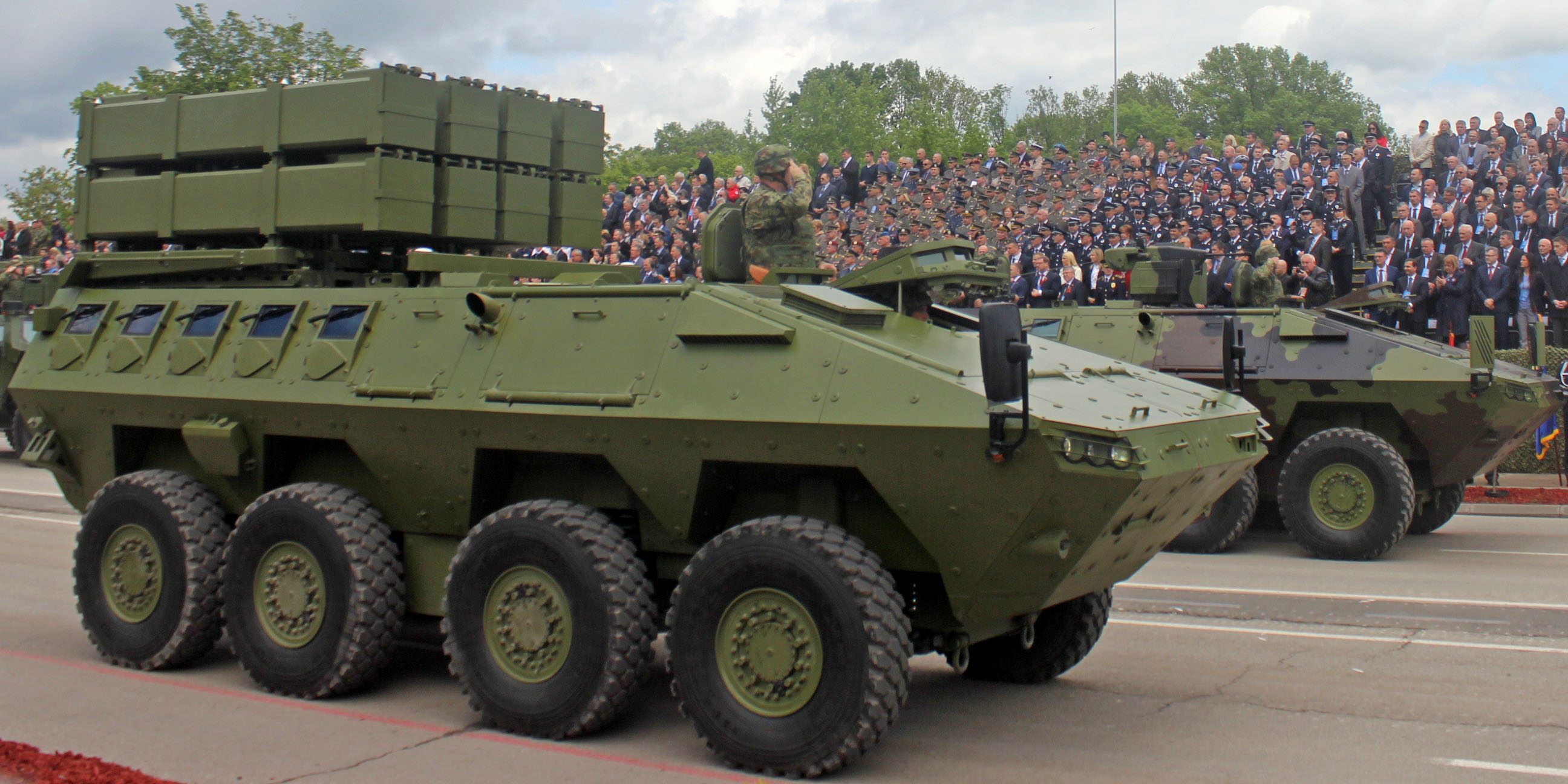
In Entwicklung ist der Lazar BVT mit Werfern für gelenkte Ralas-Raketen

Das Institut kooperiert mit der Serbischen Armee, dem Technischen Prüfzentrum (TOC) sowie mit Jugoimport SDPR in den Bereichen Design, Test und Vermarktung von neuen Waffensystemen.
Neben neu entwickelten Waffensystemen werden auch im ehemaligen Jugoslawien entwickelte Waffensysteme modernisiert. Das Institut hat von Infanterieausrüstung bis zu schwerer Artillerie sowie Flugzeugen ein breites Spektrum. Bekannt sind insbesondere die Produktlinien der Nora-B-52-Artilleriefamilie, die Mehrfachraketenwerfer M-77 Oganj und M-87 Orkan sowie die Flugzeuge Soko J-22 Orao und Soko G-4 Super Galeb sowie die Fahrzeuge der Infanterie Lazar und BOV. Ein Fokus liegt heute in der Entwicklung gelenkter Raketen und Projektile wie der Alas in Kooperation mit den Vereinigten Arabischen Emiraten sowie der Weiterentwicklung und stärkere Automatisation der Radhaubitze Nora B-52 (MGS-25 Aleksandar).
Zu Zeiten der Jugoslawischen Volksarmee wurden auch moderne U-Boote, wie zuletzt die Sava-Klasse, entwickelt und produziert.
International hatte das Institut insbesondere mit sowjetischen, amerikanischen, französischen, britischen, kanadischen, japanischen, deutschen und irakischen Kooperanten zusammengearbeitet. So erhielt es für den Ora J-22 die Lizenz für das Triebwerk Rolls-Royce Viper Mk 633-47. Sie wurden in Rajlovac gebaut. Der französische Konzern Dassault Aviation kooperierte bis 1991 in der Entwicklung des Novi Avion. Bei der technischen Entwicklung der Nora M-84 half der kanadische Ingenieur Gerald Bull, für die seine Firma SRC-Lizenzen für die Produktion von reichweitenerweiterter Munition vergab. Hiermit konnte ein auf dem Weltmarkt konkurrenzfähiges Produkt entwickelt werden. Die Nora B-52 ist daher das heute international meistverkaufte Großgerät aus der Entwicklung des VTI. Es wurde per Stand 2020 in fünf Länder exportiert. Für die Streitkräfte des Irak zu Zeiten Saddam Husseins hatte das VTI weitreichende ungelenkte Raketen entwickelt. Mit der R-262 für den M-87 Orkan war eine erste ungelenkte Rakete mit zusätzlichem zweistufigen Booster-Motor entwickelt worden, die bis heute (Stand 2020) kein Pendant bekommen hat.
Neben den Streitkräften der Nachfolgestaaten Jugoslawiens wurde militärtechnisches Gerät insbesondere in Länder der Blockfreien exportiert. Wichtigste Abnehmer waren die Länder der Golfstaaten, Irak und Kuweit.

## Testgelände

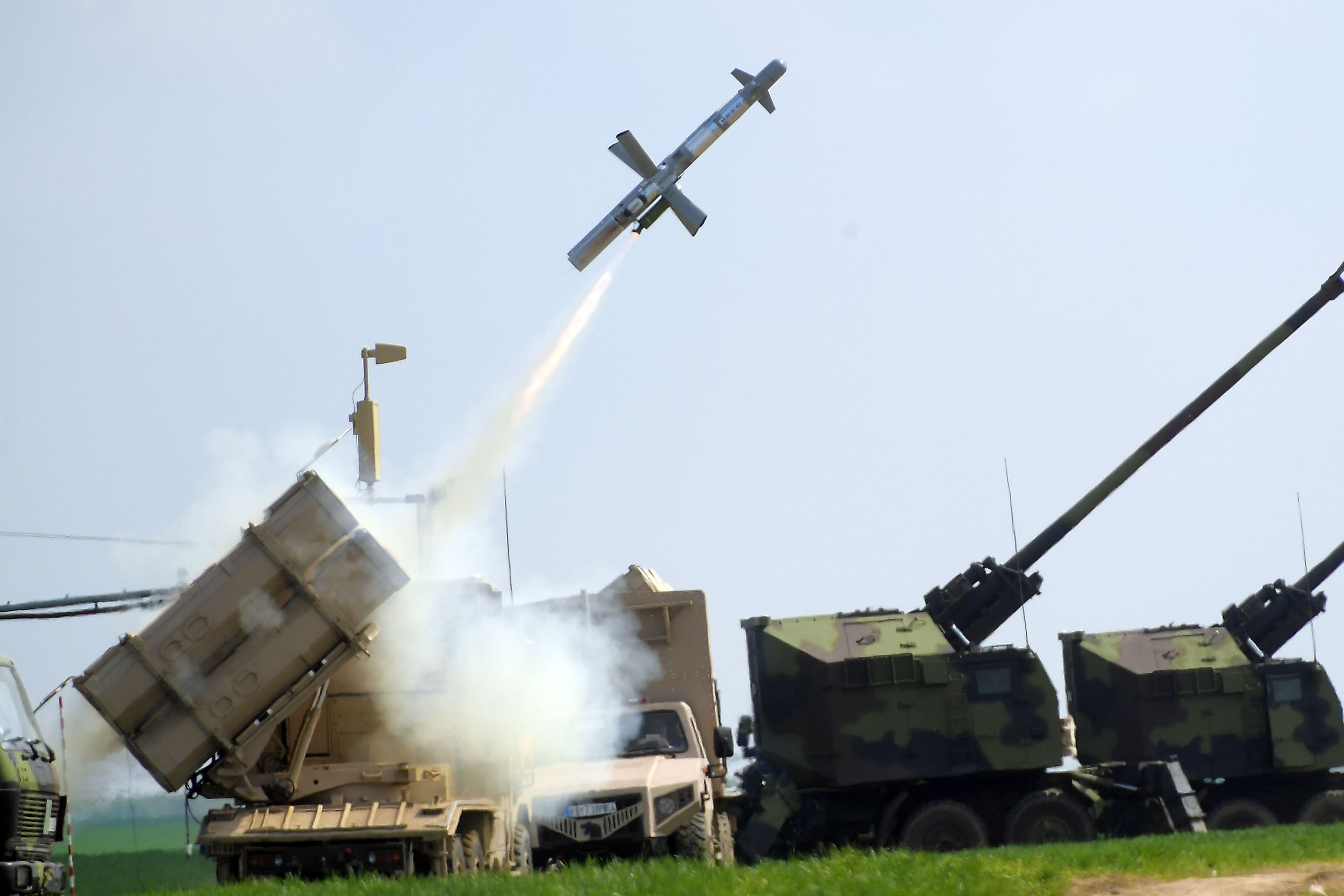
Die Waffentests erfolgen größtenteils in Nikinci, Opština Ruma

Das Institut betrieb (betreibt) zusammen mit der JNA (bis 1992), der VJ (1992 bis 2006) dem TOC und der Vojska Srbije (seit 2006) eine Reihe von Prüfflächen. Die ehemaligen Hauptprüfstellen für alle Artilleriewaffen mit Reichweiten bis 50 km waren bis 2006 Platamuni auf der Halbinsel Luštica (Montenegro) sowie bis 1991 Krivolak (Nord-Makedonien). In Serbien konnten und können Waffenanlagen mit Reichweiten bis 24 km im Zentralen Versuchsübungsgelände Nikinci (Syrmien) in der Opština Ruma getestet werden. Heute ist Nikinci neben Peskovi (Deliblatska pesčara) sowie den Pasuljanske livade das wichtigste einheimische Übungsgelände für den Test von Waffensystemen mit größerem Kaliber und größerer Reichweite. Für Waffensysteme mit größeren Schussweiten als 24 km sowie allen mittleren Boden-Luft-Raketen muss auf Übungsgelände in den Vereinigten Arabischen Emiraten, Pakistan sowie in Russland und Bulgarien ausgewichen werden.